# Sri Chinmoy
Sri Chinmoy (27 de agosto de 1931-11 de octubre de 2007) fue un maestro espiritual bengalí, que emigró a Estados Unidos en 1964.
Escribió 1.500 libros, 115.000 poemas y 20.000 canciones. Creó 200.000 pinturas y dio casi 800 conciertos por la paz en todo el mundo.